# Vladimir Ronine
Vladimir Karlovitch Ronine (en russe : Владимир Карлович Ронин), né le 22 avril 1958 à Moscou, est un historien russe résidant en Belgique, philologue slave, traducteur de plusieurs langues européennes dont le néerlandais et le français, professeur adjoint à Anvers de la section de la  KU Leuven, docteur en histoire. Il est spécialiste de l'histoire de l'Europe centrale et des liens entre la Russie, la Belgique et les Pays-Bas. Il est auteur de nombreux articles et ouvrages  et aussi de guides sur les villes d'Anvers et de Bruxelles ,,.

## Biographie
Vladimir Ronine est né le 22 avril 1958 à Moscou. Il est diplômé de la faculté d'histoire de l'Université d'État de Moscou (1980) et de la faculté de philologie de la KU Leuven (1992). De 1980 à 1990, il a travaillé à l'Institut des sciences slaves et balkaniques de l'Académie des sciences d'URSS (ru) à Moscou (en 1980-1983) comme étudiant, puis comme chercheur. Depuis 1991, il enseigne à l'Institut des traducteurs d'Anvers (devenu plus tard un département de la faculté de philologie de l'Université catholique de Louvain à Anvers),. Il est docteur en science historique (1984) , docteur en philosophie (dans le domaine de histoire) (1990), professeur associé (1992),.
Il est l'auteur d'articles sur l'histoire des relations entre les slaves d'Europe centrale et leurs voisins occidentaux du VIIe siècle au XVe siècle.,, sur l'histoire sociale et culturelle de l'Empire carolingien et sur l'histoire des relations russo-belges . Il est traducteur et commentateur  de textes en latin dans Recueil des plus anciennes nouvelles sur les slaves (Moscou, 1995) . En Belgique, il a publié en néerlandais et en français plusieurs ouvrages, notamment  Anvers et ses Russes . 1814-1914 (1993) sur les Russes de l'Empire à Anvers, ainsi que Histoire de la Hongrie de Árpád à Árpád Göncz (2003) qui étudie l'histoire de la Hongrie depuis les temps anciens jusqu'en 1990 .
Il est chercheur dans le domaine de l'histoire de la colonie d'émigrés russes dans la ville d'Anvers.
En 2009, Ronine publie à Moscou une monographie en deux volumes Le Congo russe, 1870-1970. mémorial, qui est le résultat de 14 années de recherches sur le Congo belge .
Il s'est aussi intéressé à des écrivains belges francophones dont la réputation est bien établie en Russie depuis le début du XXe siècle tels Émile Verhaeren, Maurice Maeterlinck.

## Publications
- (ru) Vladimir Ronine. Relations politiques entre les slaves et l'état Franc sous Charlemagne Политические взаимоотношения славян и Франкского государства при Карле Великом : thèse de doctorat en science historique : 07.00.03. — Moscou, 1983. — 276 p.

### Ouvrages
- Ronine, V. Anvers et ses Russes, Antwerpen en zijn «Russen». 1814-1914. [Антверпен и его «русские», 1814—1914]. — Gent : Stichting Mens en Cultuur, 1993. — 379 p., ill. —  (ISBN 90-72931-40-8) — (nl)
- Ronine, V. Sujet du tsar dans la cité des seigneurs (Подданные царя в городе Синьоров) — Moscou. : Naouka, 1994. — 293,[3] p.,  —  (ISBN 5-02-009580-X) (ru)
- Ronine, V. Geschiedenis van Hongarije van Árpád tot Árpád Göncz. — Antwerpen : Garant, 2003. — 391 p. —  (ISBN 978-90-441-1324-2) — (nl)
- Ronine, V. K.Le Congo russe 1870-1970, Русское Конго, 1870—1970 : книга-мемориал — Москва : Дом Русского зарубежья имени А. И. Солженицына : Русский путь, 2009. —  (ISBN 978-5-98854-014-4) (ДРЗ) . —  (ISBN 978-5-85887-331-0) (РП) (ru).
  - Т. 1. — 2009. — 518, [1] p., [8] ill. ;  (ISBN 978-5-98854-021-2)
  - Т. 2. — 2009. — 637, [2] p., [12] ill. ;  (ISBN 978-5-98854-022-9)
- Ronine, V. К. Promenade à Anvers Прогулки по Антверпену. Историко-культурный путеводитель — Antwerpen : Benerus, 2009. — 256 p. —  (ISBN 978-90-806-3630-9) (ru)
- Ronine, V. К. Au centre de Bruxelles . St-Pétersbourg. : Европейский дом, 2019. — 256 p. —  (ISBN 978-5-8015-0398-1) (ru)
- (nl + ru) Ronin, V. et Emmanuel Waegemans, Vlaams-Russisch woordenboek (Dictionnaire flamand-russe), Anvers, Benerus, 2020, 257 p. (ISBN 9789464073317)
- Ronine V. K. Les Régions de Russie (Регионы России), édition Benerus, Anvers 1996  (ISBN 90-802681-2-7) pages totales : 295, (ru).

### Articles
- (ru) Ronin V, « Biographies laïques de l'époque carolingienne  : Astronom comme historien et écrivain », 46, Moscou., Naouka,‎ 1983, p. 165—183 (ISSN 0131-8780)
- (ru) Ronin V., « relations franco-croates dans le traité de Constantin VII sur l'administration de l'empire », 69, Moscou., Византийский Временник, t. 44,‎ 1983, p. 60—68 (ISSN 0132-3776, lire en ligne)
- Ronin V., « Byzance dans le système des représentations de la politique étrangère des écrivains primitifs (Византия в системе внешнеполитических представлений раннекаролингских писателей) », 72, Moscou, Naouka, t. 47,‎ 1986, p. 85-94 (ISSN 0132-3776, lire en ligne)
- Ronin V., La conscience de soi des «gentes» du haut Moyen Age: les Francs, les Wisigoths et les Lombards aux VIe – VIIIe siècles (L’Homme et l’Histoire) (Recherches historico-anthropologiques et historico-culturelles), Moscou, Naouka, 1990, p. 107—133
- (de) Ronin V., « Die Außenpolitik der ersten slawischen Staaten Mitteleuropas (9.-12. Jh.) : Ideologische Aspekte », 17, Slavica Gandensia,‎ 1990, p. 103—125 (ISSN 0771-1395)
- Ronin V., « Slavonie et missionnaires occidentaux en Europe centrale (Славянская знать и западные миссионеры в Центральной Европе) », 56, Moscou., Naouka,‎ 1993, p. 118—135 (ISSN 0131-8780)
- Ronin V., Entre la guerre et les réformes. Les russes en Belgique 1814-1861 pays de l'oiseau Bleu. Russes en Belgique   (Между войной и реформами. Русские в Бельгии 1814—1861 Страна Синей птицы. Русские в Бельгии ), Moscou, Naouka,‎ 1995 (ISBN 5-02-009564-8), p. 28-93
- Ronin V., Entre réforme et révolution. Les russes en Belgique 1862-1905 pays de l'oiseau Bleu. Russes en Belgique  (Между реформами и революцией. Русские в Бельгии 1862—1905 Страна Синей птицы. Русские в Бельгии), Moscou, Naouka,‎ 1995 (ISBN 5-02-009564-8), p. 94-173
- Ronin V., « L’Ukraine en Belgique (1814—1914) », Slavica Gandensia, no 22,‎ 1985, p. 51—62 (ISSN 0771-1395)
- (ru) Ronon V., « Les Hollandais dans la tradition populaire russe de Pierre le Grand (Голландцы в российской народной традиции о Петре Великом) », Slavica Gandensia, no 22,‎ 1985, p. 147—178 (ISSN 0771-1395)
- (ru) Ronin V., « Vie ecclésiastique à Anvers russe (Церковная жизнь в русском Антверпене) (1920—1960) », Slavica Gandensia, no 26,‎ 1999, p. 117—160 (ISSN 0771-1395)
- Ronin V., Mémoires coloniales, journaux intimes et lettres des émigrés russes (années 20-30 du XXe siècle) (Колониальные мемуары, дневники и письма русских эмигрантов (20-30-е годы XX века)), Moscou., Naouka,‎ 2000, p. 223—256
- (nl) Ronin V., Nederlanders in Russische ogen in de 20ste eeuw /Van de Vierpotige Leeuw en de Tweekoppige Adelaar. Studies over Nederlands-Russische relaties, Groningen, INOS, 2002 (ISBN 90-73432-07-3), p. 55—85
- (en) Ronin V., Russie: Hors de l'Europe/Russia and Europe in a Changing International Environment, Louvain, University Press, 2002 (ISBN 90-5867-195 X), p. 117—131
- Ronin V., Promenade dans l'Anvers russe de 1935 (Прогулка по русскому Антверпену в 1935 году) Saint-Pétersbourg-Anvers : 50 ans de partenariat, Saint-Petersbourg,‎ 2008  (ISBN 978-5-8015-0236-6), p. 9—19
- Ronin V., Willem Elsschoot (1882—1960) : Du Renard de Reynart au Rêve des dieux. Histoire de la littérature néerlandaise (От Лиса Рейнарда до Сна богов. История нидерландской литературы), t. II. XX — начало XX века, Saint-Pétersbourg, Alexandria,‎ 2013 (ISBN 978-5-903445-28-8), p. 113—132
- Ronin V., « Émile Verhaeren et les Russes : que reste-t-il de nos amours ? », 96-4, Bruxelles, Revue belge de philologie et d'histoire. Année 96 ,‎ 2018, p. 1211—1220 (ISSN 0035-0818, DOI 10.3406/rbph.2018.9239, lire en ligne)
- Ronin V., « Les filles égarées de Staline au Congo belge ( Заблудшие дочери Сталина в Бельгийском Конго) », 8 , Bruxelles, Patrimoine russe. Revue scientifique de la Fondation pour la Préservation du Patrimoine Russe dans l’Union Européenne asbl. (Revue FPPR),‎ 2019 , p. 43-51 (lire en ligne)
- Ronin V., «Les Belges l'on bien pris (Бельгийцы принимали хорошо...?) Qu'est-ce qui a attiré les émigrés russes des années 20 en Belgique?/diaspora russe en Belgique: singularité et patrimoine culturel. (Чем привлекала русских эмигрантов 20-х годов Бельгия?/Русская диаспора в Бельгии: уникальность судьбы и культурное наследие.)éditeur= Международная конференция., Bruxelles,‎ 2020 (lire en ligne), p. 48—55
- Vladimir Ronin, « Trois églises grecques en Afrique centrale:lieux de mémoires russes », 124, open edition journals,‎ 30 novembre 2021, p. 180-185 (lire en ligne, consulté le 6 août 2023)